# 末広町駅 (神奈川県)
末広町駅（すえひろちょうえき）は、神奈川県川崎市川崎区浮島町の北部にある神奈川臨海鉄道浮島線の貨物駅。多摩運河を挟んだ対岸の川崎区小島町付近も含める。

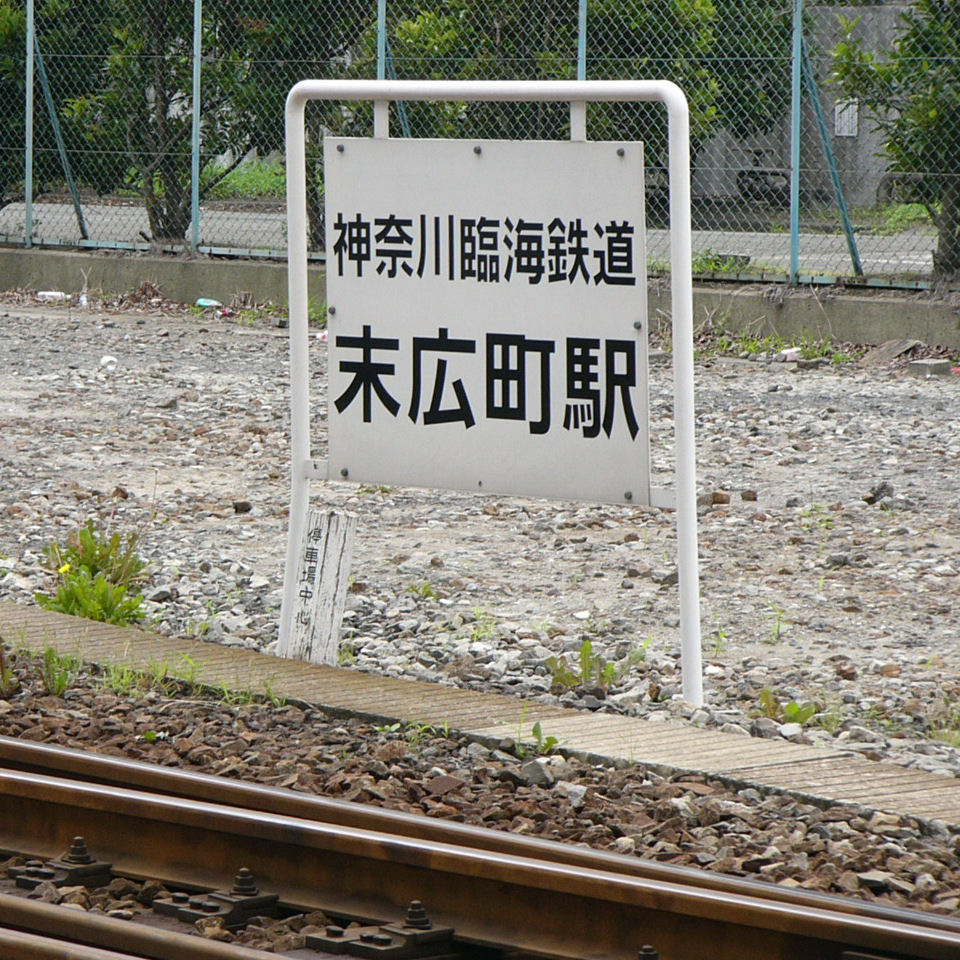
駅名標

## 概要
コンテナ貨物・車扱貨物の取り扱い駅。コンテナホームがあり、梶ヶ谷貨物ターミナル駅発の生活廃棄物輸送列車「クリーンかわさき号」が到着する。ここから最終処分場まではトラックで輸送される。
備考
- コンテナホームの手前から分岐する形で東芝エネルギーシステムズ浜川崎工場の専用線があり、不定期に特大貨物列車が運行されることがある。
- かつては、日本冶金工業川崎工場、花王川崎工場までの専用線があった。
- なお、コンテナホームのすぐ先にあるENEOS川崎製油所専用線の分岐は浮島町駅構内である。

## 歴史
- 1964年（昭和39年）3月25日：開業。

## 駅周辺
- ヨドバシカメラ川崎アッセンブリーセンター
- 日本冶金工業川崎製作所
- 花王川崎工場
- 東芝エネルギーシステムズ浜川崎工場
- ENEOS川崎製油所

## 隣の駅
神奈川臨海鉄道
浮島線
川崎貨物駅 - 末広町駅 - 浮島町駅
なお、浮島町駅を発着する列車は全て当駅を通過する。